# Autoroute A 25
Die Autoroute A 25 ist eine französische Autobahn mit Beginn in Lille (Autobahn A 1) und Ende in Bergues. Sie hat eine Länge von insgesamt 63 km. Von Bergues bis nach Dunkerque wird sie als N 225 weitergeführt und endet dann an der A 16 bei Dünkirchen. Künftig soll diese Schnellstraße als Autobahn ausgebaut werden und Teil der A 25 werden. Die A 25 verläuft fast parallel zur französisch-belgischen Grenze sowie zur mautpflichtigen Autoroute A 26.

## Geschichte
- 14. Dezember 1963: Eröffnung Lille-Port Fluvial - La Chapelle-d'Armentières (Ausfahrt 5 - 8)
- 26. Juni 1966: Eröffnung La Chapelle-d'Armentières - Nieppe (Ausfahrt 8 - 9)
- 9. Oktober 1971: Eröffnung Nieppe - Méteren (Ausfahrt 9 - 12)
- 4. November 1972: Eröffnung Méteren - Socx (Ausfahrt 12 - N 225)
- 19. Dezember 1973: Eröffnung Lille-Porte de Douai - Lille-Port Fluvial (A 1 - Ausfahrt 5)

## Städte an der Autobahn
- Lille
- Armentières
- Bailleul